# Allactodipus bobrinskii
Allactodipus bobrinskii is een zoogdier uit de familie van de jerboa's (Dipodidae). De wetenschappelijke naam van de soort werd voor het eerst geldig gepubliceerd door Kolesnikov in 1937.